# Norman Nato

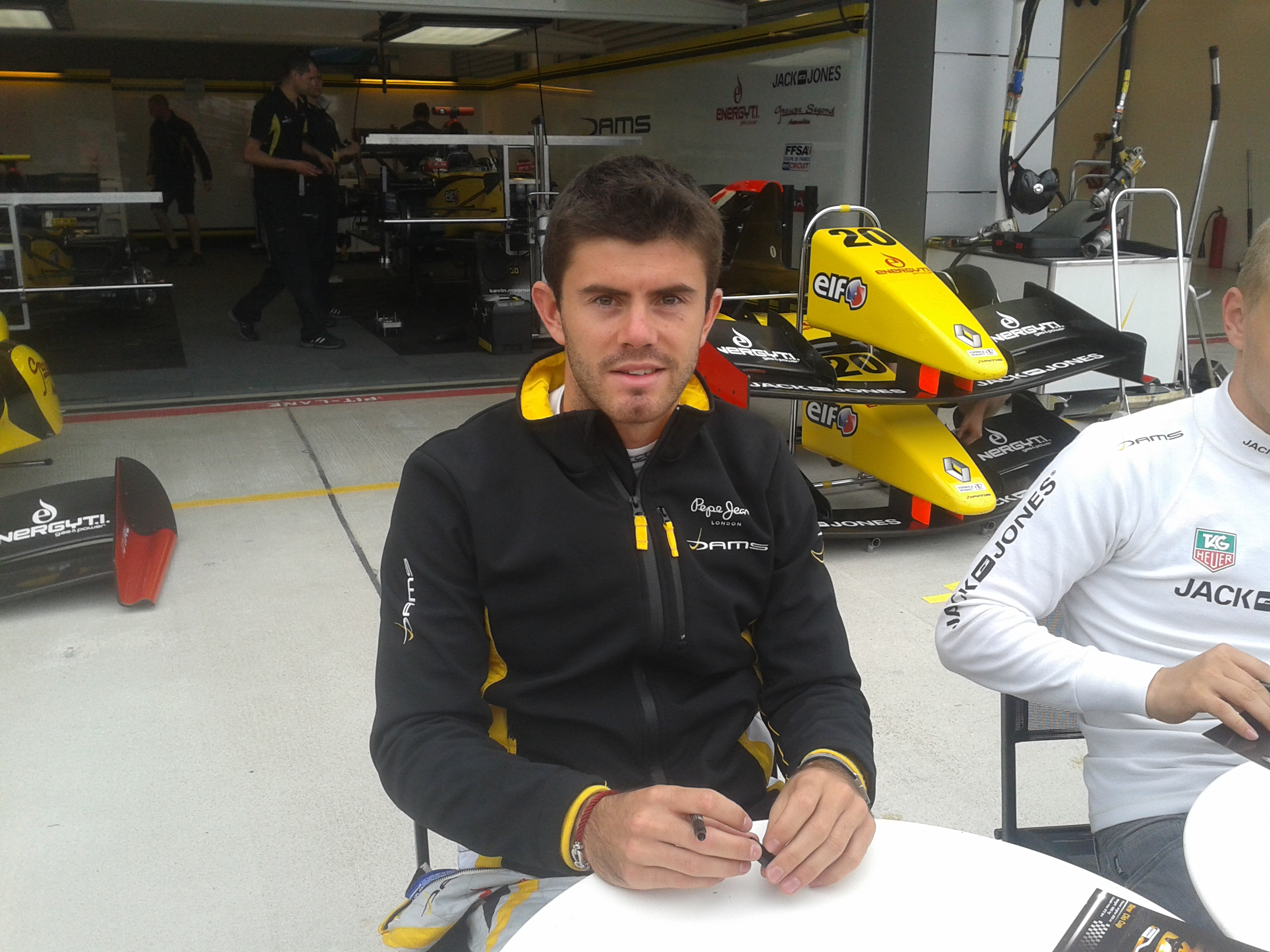
Norman Nato in 2013.

Norman Nato (Cannes, 8 juli 1992) is een autocoureur uit Frankrijk.

## Carrière

### Karting
Nato begon zijn autosportcarrière in het karting in 1998, waarna hij in 2009 het Franse KZ2-kampioenschap won.

### Formule Renault
Nato maakte zijn debuut in het formuleracing in 2010, in de F4 Eurocup 1.6. Hij behaalde twee overwinningen, in de eerste en de laatste race van het seizoen, en eindigde met 123 punten als tweede in het kampioenschap, 36 punten achter Stoffel Vandoorne.
In 2011 stapte Nato over naar de Eurocup Formule Renault 2.0 voor het team R-ace GP. Hij eindigde als elfde in het kampioenschap met twee podiumplaatsen op de Nürburgring en op het Circuit de Catalunya. Hij nam ook deel aan een paar races in de Formule Renault 2.0 NEC voor hetzelfde team, ook met een podium op de Nürburgring.
In 2012 blijft Nato in de Eurocup Formule Renault rijden, maar stapt hij over naar het nieuwe team RC Formula. Hij verbeterde zichzelf naar de vierde plaats in het kampioenschap met één overwinning op Spa-Francorchamps. Hij was succesvoller in de Formule Renault 2.0 Alps, waar hij het gehele seizoen met Daniil Kvjat om de titel vocht. Hij behaalde vier overwinningen tijdens het seizoen, maar een crash in de laatste race zorgde ervoor dat Kvjat de titel won met drie punten verschil.
In 2013 stapte Nato over naar het hoogste niveau in de World Series by Renault, namelijk de Formule Renault 3.5 Series. Hij kwam, samen met de uiteindelijke kampioen Kevin Magnussen, uit voor het team van DAMS. Op het Motorland Aragón behaalde hij de pole position, maar wist deze niet te verzilveren. Met twee vijfde plaatsen op Aragón en het Circuit de Barcelona-Catalunya eindigde hij als dertiende in het kampioenschap met 33 punten.
In 2014 bleef Nato in de Formule Renault 3.5 rijden voor DAMS, naast Carlos Sainz jr. Op het Circuit de Monaco behaalde hij de pole position en wist deze om te zetten in zijn eerste overwinning in de klasse. Op de Hungaroring voegde hij hier een tweede overwinning aan toe. Terwijl zijn teamgenoot opnieuw kampioen werd, eindigde Nato als zevende in het kampioenschap met 89 punten.

### GP2
In 2015 stapte Nato over naar de GP2 Series, waar hij voor Arden International ging rijden. Zijn eerste seizoen verliep moeizaam, in slechts vier races wist hij punten te scoren. Met 20 punten eindigde hij als achttiende in de eindstand.
In 2016 maakte Nato binnen de GP2 de overstap naar het team Racing Engineering. Hij won direct de eerste race van het seizoen op het Circuit de Barcelona-Catalunya en won later in het jaar zijn tweede race op het Autodromo Nazionale Monza. Uiteindelijk werd hij vijfde in het klassement met 136 punten.
In 2017 keert Nato terug naar Arden International, dat vanwege een sponsordeal de naam heeft veranderd in Pertamina Arden. Het kampioenschap zelf is dit jaar van naam veranderd naar de Formule 2.